# Copa Jujuy
La Copa Jujuy es una competición provincial de fútbol organizada anualmente por la Federación Jujeña de Fútbol (FJF), en la que se enfrentan los equipos más importantes de las ligas regionales de fútbol de la Provincia de Jujuy. Se disputa mediante un sistema de fases de eliminación y el ganador obtiene el título de Campeón provincial.
Se disputa desde 2018, siendo un torneo oficial homologado por el Consejo Federal del Fútbol Argentino, cuyo campeón clasifica directamente al Torneo Regional Federal Amateur en representación de la federación.
El ganador de la competición también disputa la Copa Norte, junto al campeón de la Copa Salta.
En la temporada 2019 se puso en marcha la competición femenina.
Participan 52 equipos pertenecientes a las ligas Departamental, Jujeña, Puneña, Quebradeña, del Ramal y Regional.

## Forma de disputa
La Copa Jujuy será organizada por el Gobierno de la Provincia, con la participación de las 6 ligas afiliadas al Consejo Federal, 48 de 52 equipos toman parte de la competición, implementándose la eliminación por el sistema de play-offs a partido único. Todos los equipos que superen fases de eliminación, reciben dinero en efectivo, como premio.
La Gran Final, se disputa a partido único en sede neutral. El campeón obtendrá $300.000 por salir victorioso, y el derecho a participar en la Copa Norte, torneo que enfrenta a los campeones vigentes de Copa Salta y Copa Jujuy. Además, obtiene un cupo en el próximo Torneo Regional Regional Amateur, si aun no se hubiese clasificado.

## Campeones
| Edición | Campeón                                   | Final Resultado                           | Subcampeón                                | Semifinalistas                            | Semifinalistas                            |
| ------- | ----------------------------------------- | ----------------------------------------- | ----------------------------------------- | ----------------------------------------- | ----------------------------------------- |
| 2018    | C. Atlético Cuyaya                        | 2 (5) - (3) 2                             | C. Atlético El Carmen                     | A.C.yD. Altos Hornos Zapla                | C.A. Monterrico San Vicente               |
| 2019    | C.A. Talleres de Perico                   | 1 (5) - (4) 1                             | C. Atlético San Pedro                     | C.A. El Polo                              | C. Atlético El Carmen                     |
| 2020    | No disputado por pandemia del coronavirus | No disputado por pandemia del coronavirus | No disputado por pandemia del coronavirus | No disputado por pandemia del coronavirus | No disputado por pandemia del coronavirus |
| 2021    | C.A. Gimnasia y Esgrima (J)               | 3 - 2                                     | C. Sportivo Alberdi                       | A.C.Y.D. Altos Hornos Zapla               | C.S.Y. Deportivo Los Perales              |
| 2022    | A.A. La Mona 44                           | 2 - 0                                     | C.A. Talleres de Perico                   | A.C.yD. Altos Hornos Zapla                | C.A. Río Grande de Mendieta               |
| 2023    | A.C.yD. Altos Hornos Zapla                | 2 - 0                                     | C.A. Talleres de Perico                   | A.A. La Mona 44                           | C. Atlético San Pedro                     |

## Estadísticas

### Títulos por equipo
| Equipo                       | Títulos  | Subtítulos      | Semifinales           |
| ---------------------------- | -------- | --------------- | --------------------- |
| C.A. Talleres (P)            | 1 (2019) | 2 (2022 y 2023) | -                     |
| C. Atlético Cuyaya           | 1 (2018) | -               | -                     |
| C.A. Gimnasia y Esgrima (J)  | 1 (2021) | -               | -                     |
| \| A.A. La Mona 44           | 1 (2022) | -               | 1 (2023)              |
| A.C.yD. Altos Hornos Zapla   | 1 (2023) | -               | 3 (2018, 2021 y 2022) |
| C. Atlético El Carmen        | -        | 1 (2018)        | 1 (2019)              |
| C. Atlético San Pedro        | -        | 1 (2019)        | 1 (2023)              |
| C. Sportivo Alberdi          | -        | 1 (2021)        | -                     |
| C.A. Monterrico San Vicente  | -        | -               | 1 (2018)              |
| C. Atlético El Polo          | -        | -               | 1 (2019)              |
| C.S.Y. Deportivo Los Perales | -        | -               | 1 (2021)              |
| C.A. Río Grande de Mendieta  | -        | -               | 1 (2022)              |

### Goleadores por temporada
| Edición | Jugador | Anotado | Club |
| ------- | ------- | ------- | ---- |
| 2018    | ¿?      |         |      |
| 2019    | ¿?      |         |      |
| 2021    | ¿?      |         |      |

### Clasificación histórica
| Pos. | Equipo | Puntos | PJ | PG | PE | PP | GF | GC | Dif. | Part. | Liga |
| ---- | ------ | ------ | -- | -- | -- | -- | -- | -- | ---- | ----- | ---- |
| 1°   |        | -      | -  | -  | -  | -  | -  | -  | -    |       |      |
| 2°   |        | -      | -  | -  | -  | -  | -  | -  | -    |       |      |

## Clásicos Disputados
| Edición | Local | Resultados | Visitante | Instancia |
| ------- | ----- | ---------- | --------- | --------- |
|         |       |            |           |           |
|         |       |            |           |           |